# Котуза Андрій Степанович
Андрій Степанович Котуза (нар. 22 червня 1970, Красний Луч, Ворошиловградська область, нині Хрустальний, Луганська область) — український науковець, військовий лікар, доктор медичних наук, професор кафедри Організації медичного забезпечення збройних сил Української військово-медичної академії, заступник головного лікаря з організаційної роботи Клінічної лікарні «Феофанія», голова Української асоціації якості медичної допомоги. 
Заступник головного редактора журналу «Актуальні проблеми клінічної та профілактичної медицини», консультант міжнародних проектів, які проводяться під егідою USAID, ZIG та UNDP; сертифікований аудитор в національних та міжнародних органах сертифікації системи менеджменту / управління якості за стандартом ISO 9001 та ISO 13485.

## Життєпис
Андрій Котуза народився в 22 червня 1970 року в місті Красний Луч, Ворошиловградської області (нині місто Хрустальний, Луганської області). Закінчив Чортківське медичне училище (нині Чортківський медичний фаховий коледж). У 1995 році закінчив Військово-медичну академію імені С.М. Кірова у місті Санкт-Петербург,  у 1995-1996 роках — інтернатуру за спеціальністю «Внутрішні хвороби» на базі академії. 
З 1998 по 2001 рік навчався в ад’юнктурі на кафедрі Організації медичного забезпечення збройних сил Української військово-медичної Академії, 2002 року захистив дисертацію здобуття наукового ступеня кандидата медичних наук за спеціальністю соціальна медицина «Наукове обґрунтування системи медико-організаційних заходів, спрямованих на зниження рівня захворюваності льотного складу військово-повітряних сил України».
З 2001 року викладач кафедри організації медичного забезпечення збройних сил Військово-медичного інституту, з 2003 року — старший викладач, з 2005 року — доцент, з 2006 року заступник начальника кафедри організації медичного забезпечення збройних сил Військово-медичного інституту.
З 2006 по 2009 роки навчався в Академії державного управління при Президентові України за спеціальністю «Державне управління». 
2008 року захистив дисертацію на здобуття наукового ступеня доктора медичних наук, того ж року отримав атестат професора кафедри організації медичного забезпечення збройних сил Української військово-медичної академії. 
У 2012 році звільнився в запас зі Збройних сил у званні підполковника, і почав працювати завідувачем відділу науки Клінічної лікарні «Феофанія». З 2013 року — керівник центру науки, медичних інновацій та моніторингу, а з 2021 року заступник головного лікаря з організаційної роботи Клінічної лікарні «Феофанія». 

## Наукова діяльність
Сфера наукових інтересів професора А. С. Котузи включає в себе дослідження економіки охорони здоров’я, стратегічного планування діяльності та розвитку медичної служби, управління якістю медичної допомоги, закладами охорони здоров’я, а також організацію медичного забезпечення Збройних сил України та медичного забезпечення населення України. 
Під його керівництвом захищено 7 дисертацій на здобуття наукового ступеня кандидат медичних наук та 3 на здобуття наукового ступеня доктора медичних наук. Він автор більше 150 наукових праць, в тому числі  монографій, навчальних посібників (6 грифом МОЗ України та МОН України), методичних рекомендацій, інформаційних листів, патентів на винаходи. Автор розділів у підручнику «Гігієна та екологія» (Вінниця, 2009).  Один з авторів проєкту Закону України «Про організацію  медичного обслуговування населення в Україні», автор 10 статей в Енциклопедії сучасної України. 
Здійснює консалтингову діяльність з питань створення медичного бізнесу, ліцензування медичної діяльності, акредитації закладу, розробки та впровадження системи менеджменту / управління якості відповідно до вимог стандартів ДСТУ ISO 9001:2015, ДСТУ ISO 15224:2019, ДСТУ ISO 13485:2016, ДСТУ ІЅО 15189:2022, ДСТУ ISO 17025:2019 та ін..

## Основні праці
- «Організаційні та методологічні основи управління системою військової охорони здоров'я на засадах ризик-орієнтованого підходу: монографія». (2005)
- «Планування діяльності медичної служби Збройних Сил України». (2006)
- «Організаційно-методичні аспекти психофізіологічного супроводу особового складу військових спецконтингентів». (2010)
- «Теоретичні основи клініко-економічного аналізу в медицині та фармації: Навчальний посібник». (2012)
- «Методичні основи організації та проведення оперативних нарад, внутрішньолікарняних конференцій, клінічних обходів та консиліумів у закладі охорони здоров'я: Навчальний посібник». (2012)